# جون لويس (سياسي كندي، مواليد 1867)
جون لويس هو سياسي كندي، ولد في 1867 في Holyrood, Newfoundland and Labrador ‏ في كندا، وتوفي في 21 يناير 1922 بسبب حمى التيفوئيد. انتخب عضو المجلس النيابي لنيوفندلاند ولابرادور ‏ عن دائرة Harbour Main ‏ (1921 – 1922) وانتخب عضو المجلس النيابي لنيوفندلاند ولابرادور ‏ عن دائرة Harbour Main ‏ (1904 – 1908).